# Motoyasu Takeuchi
Motoyasu Takeuchi (jap. 竹内 元康, Takeuchi Motoyasu; * 11. August 1964) ist ein ehemaliger japanischer Skispringer.

## Werdegang
Takeuchi gab am 16. Februar 1991 im Val di Fiemme sein internationales Debüt bei der Nordischen Skiweltmeisterschaft 1991. Dabei sprang er von der Normalschanze auf den 33. Platz. Am 14. Dezember 1991 gab er in Sapporo sein Debüt im Skisprung-Weltcup und erreichte von der Normalschanze den 24. Platz. Einen Tag später gelang ihm mit dem 14. Platz von der Großschanze der Gewinn seiner einzigen zwei Weltcup-Punkte. Mit diesen Punkten beendete er die Saison 1991/92 auf dem 54. Platz in der Weltcup-Gesamtwertung. Auch in der folgenden Saison sprang er beide Springen in Sapporo, konnte jedoch keine Weltcup-Punkte mehr gewinnen. 1993 wechselte er für eine Saison in den Skisprung-Continental-Cup. Nach nur einer Saison und dem 127. Platz in der Continental-Cup-Gesamtwertung beendete Takeuchi 1994 seine aktive Skisprungkarriere.

## Erfolge

### Weltcup-Platzierungen
| Saison  | Platz | Punkte |
| ------- | ----- | ------ |
| 1991/92 | 54.   | 2      |